# Maximilian Ferreira Cress

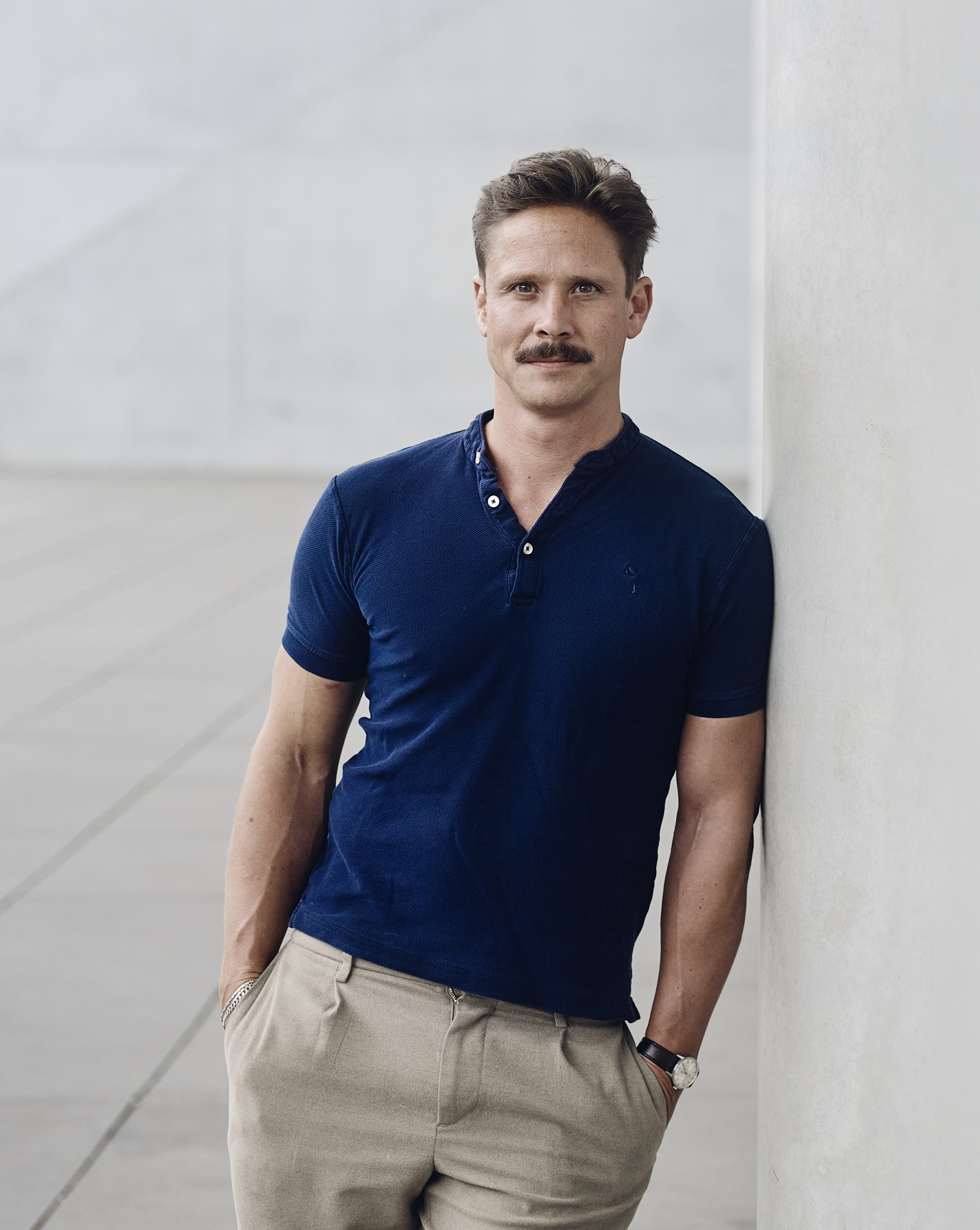
Maximilian Ferreira Cress

Maximilian Ferreira Cress (* 15. Januar 1979 als Maximilian Cress, in München) ist ein deutscher Journalist, Filmproduzent und Schriftsteller.

## Leben und Werk
Bereits während seiner Schulzeit war Cress in Rollen im Fernsehen und Kino zu sehen. Während des Studiums  in München  wurde er auch als Journalist tätig.
2016 gründete er die Filmproduktionsfirma Fenomenal Film, mit der er Werbung, Musikvideos und Dokumentarfilme produziert.
2024 erschien sein erster Roman Um jeden Preis im Atrium Verlag, den er gemeinsam mit Bernd Blaschke geschrieben hat.

## Privatleben
Cress ist der Sohn des Schlagzeugers Curt Cress. 2023 heiratete er eine Brasilianerin und nahm, wie in dort üblich, einen Teil ihres Namens an.

## Bücher
- Maximilian Ferreira Cress, Bernd Blaschke: Um jeden Preis: Politthriller. Originalausgabe, 1.  Auflage. Atrium Verlag, Zürich 2024, ISBN 978-3-85535-198-5.

## Kino- und Fernsehrollen
- 1997 Lebenslang ist nicht genug
- 1998 Fieber: Ärzte für das Leben
- 1998 Freiflug
- 1998 Aus heiterem Himmel
- 1999 Das Biest im Bodensee
- 1999 Unser Lehrer Dr. Specht
- 1999 Zugriff
- 1999 Die Kommissarin
- 1999 Für alle Fälle Stefanie
- 2000 Flashback – Mörderische Ferien
- 2001 Tom und die Bieberbande
- 2001 Mädchen, Mädchen
- 2001 SOKO Leipzig
- 2001 Mein Leben und ich
- 2002 Rosenheim Cops
- 2003 In der Mitte des Lebens

## Produktion, Regie und Kamera
- 2000 Moianacht (Kurzfilm)
- 2014 Portrait Karim Habib

## Auszeichnungen
- 2014 IF Award: Portrait Karim Habib[1]